# Scanner radio
Pour les articles homonymes, voir scanner.
Un scanner radio est un récepteur radio qui permet de balayer des fréquences radio.

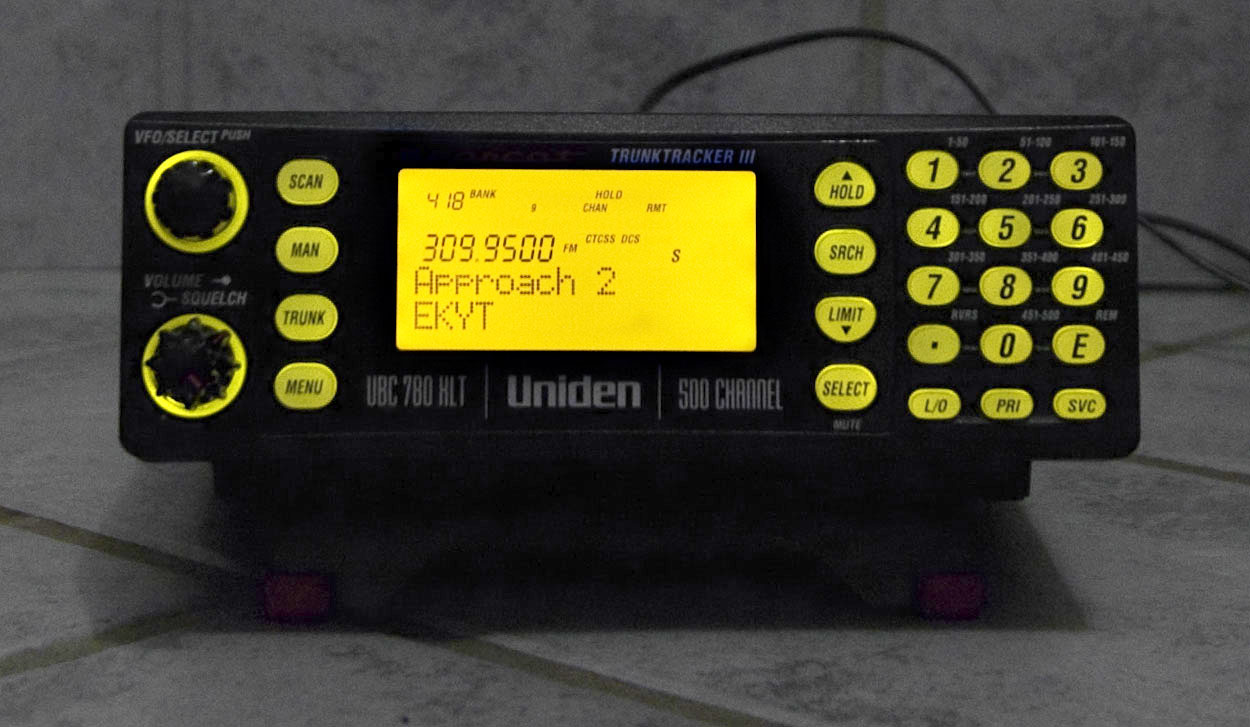
Récepteur scanner

## Utilisations

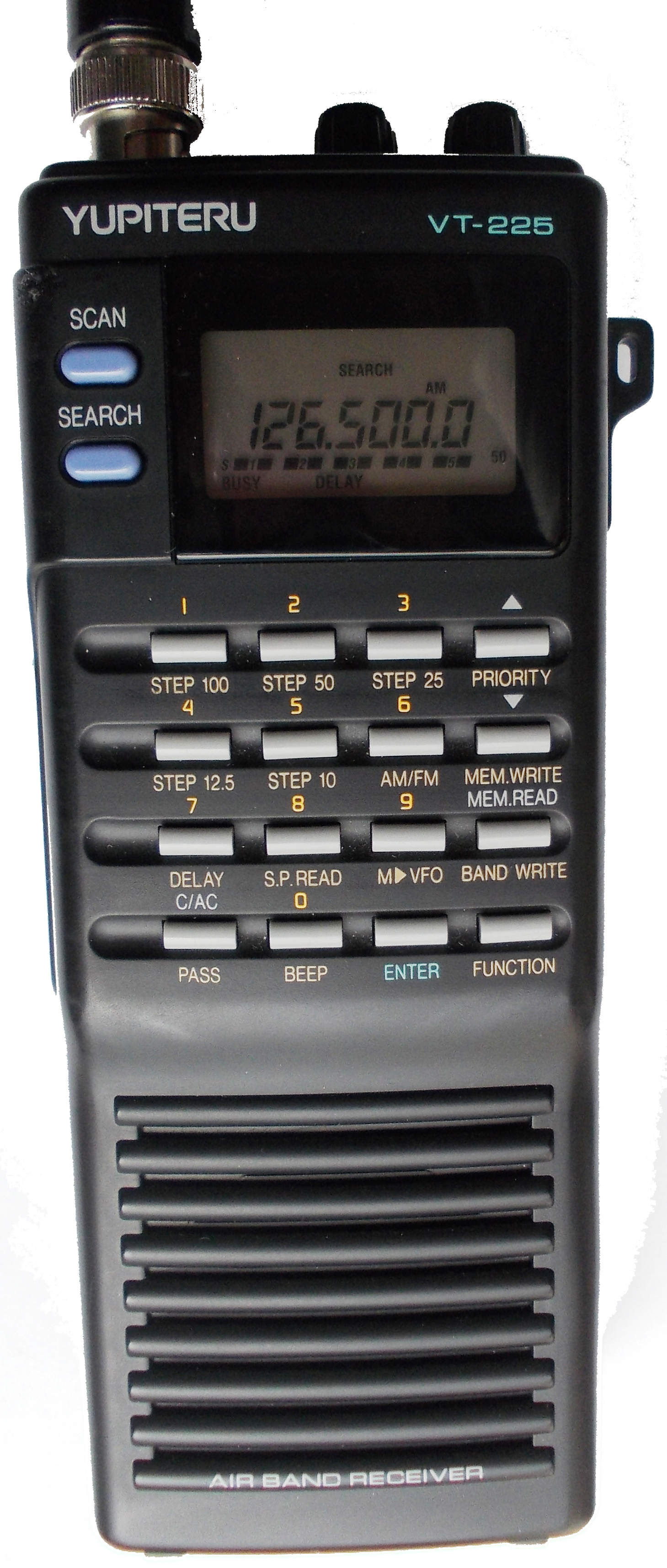
écoute de la météo aéronautique sur l'ATIS de Paris Orly avec un récepteur scanner bande aéronautique.

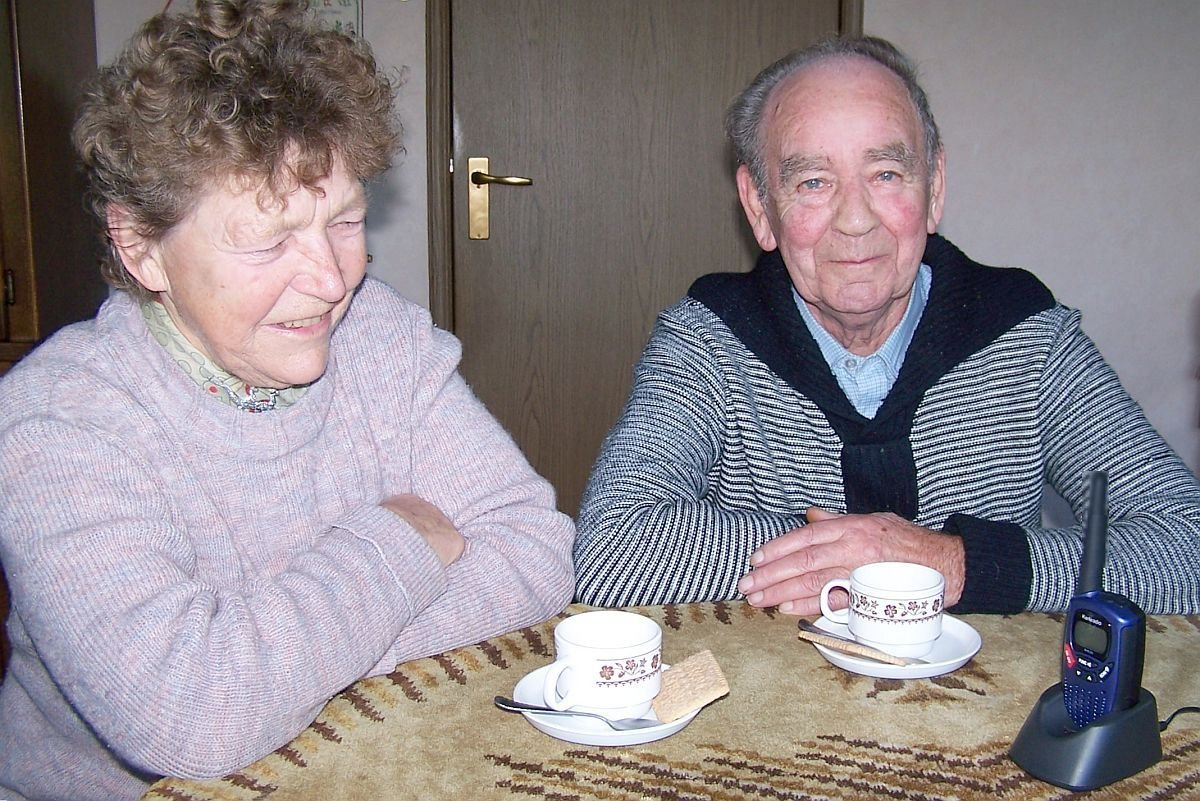
écoute de la radiodiffusion avec un récepteur scanner.

La plupart des récepteurs radio sont normalement fixés sur une seule fréquence. Toutefois, un récepteur peut être conçu pour balayer continuellement les différentes fréquences disponibles (dans un groupe ou une bande de fréquence) afin de permettre d'écouter un échange dont on ne sait pas - a priori - quelle fréquence il emploiera.
Le récepteur scanner est très utilisé par les techniciens en télécommunications pour écouter et évaluer le retour des installations radioélectriques durant:
- un réglage
- une modification
- une installation
- une mise en service d'appareil de radiocommunication.
- installation et pointage d'antenne parabolique
- recherche de perturbation industrielle, scientifique et médicale

Le récepteur scanner est utilisé par des radioécouteurs pour recevoir :
- la météorologie (VOLMET, ATIS, Radiocommunication aéronautique, Bandes marines)
- la radioastronomie donc la radioastronomie amateur
- la radiodiffusion (bande FM, ondes courtes, onde moyenne et onde longue)
- des radioamateurs
- des satellites, etc.

Des récepteurs scanners ont été utilisés par des truands pour écouter les fréquences de la police.
 Néanmoins, la pratique a été développée longtemps auparavant par les militaires et les opérateurs du renseignement.

### Radio maritime

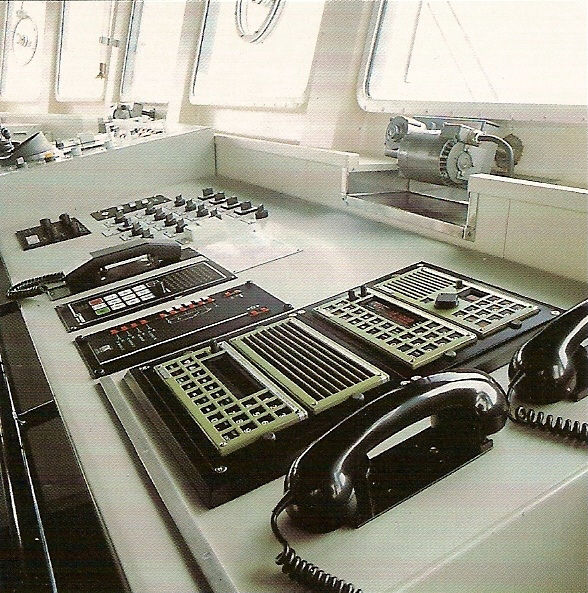
Émetteurs récepteurs SMDSM de passerelle avec l'appel sélectif numérique.

Dans le cadre du système mondial de détresse et de sécurité en mer en haute mer (en zone A4 et éventuellement en zone A3) les navires équipés du SMDSM 1999 effectuent en haute fréquence une veille en appel sélectif numérique sur la fréquence de 8 414,5 kHz et sur les fréquences secondaires: 4 207,5 kHz, 6 312 kHz, 12 557 kHz, 16 804,5 kHz avec un scanner radio.

## Législations
- Avant les années 2000, la détention des récepteurs scanners en France était soumise à une autorisation[1],[2];
- Depuis le début des années 2000, la détention des récepteurs radio sont autorisés en France à la suite de deux jurisprudences [3],[4]. La réglementation a évolué[5],[6] en précisant que "les appareils conçus pour un usage grand public et permettant uniquement l'exploration manuelle ou automatique du spectre radioélectrique en vue de la réception et de l'écoute de fréquences" n'entre pas dans la catégorie des appareils soumis à autorisation au titre de l'article R. 226-3 du Code Pénal.
- L'interdiction de divulguer le contenu des conversations entendues est international [7] (excepté en radiodiffusion).